# Ophiopogon malcolmsonii
Ophiopogon malcolmsonii là một loài thực vật có hoa trong họ Măng tây. Loài này được Royle mô tả khoa học đầu tiên năm 1839.